# Малая церковь Святого Варфоломея (Лондон)
Малая церковь Святого Варфоломея (англ. St Bartholomew-the-Less) — бывшая англиканская приходская церковь в районе Смитфилд (Сити) города Лондона (Великобритания); с июня 2015 года является часовней при приходе Святого Варфоломея, центром которого является соседняя Большая церковь Святого Варфоломея.

## История и описание
Малая церковь Святого Варфоломея является наследницей часовни Святого Креста, которая была основана около 1123 года — практически одновременно с основанием монастыря Святого Варфоломея и его монастырской церкви. В 1184 году часовня переехала на нынешнее место. Наряду с большинством других религиозных учреждений, монастырь Святого Варфоломея был распущен Генрихом VIII; затем бывшая католическая часовня стала англиканской приходской церковью.
Башня-колокольня и западный фасад малой церкви Святого Варфоломея датируются XV веком; из трех колоколов два датируются 1380 и 1420 годами, соответственно. Средневековая колокольня считается старейшей в лондонском Сити. В 1793 году архитектор Джордж Дэнс-младший создал новый восьмиугольный интерьер внутри средневековой часовни. Поскольку обновлённый интерьер был полностью деревянным, он вскоре стал подвержен гниению. В 1823 году, под руководством архитектора Томаса Хардвика, интерьер Дэнса был заменен на каменное сооружение — при небольшой перестройке.
Церковь сильно пострадала во время Второй мировой войны, в ходе «Блица». К 1951 году она была отремонтирована и вновь открылась для прихожан. 4 января 1950 года церковное здание было внесена в список памятников архитектуры второй степени (Grade II*). 1 июня 2015 годы приходы двух церквей Святого Варфоломея были распущены; их заменил объединенный приход святого Варфоломея, центром которого стала Большая церковь Святого Варфоломея.